# Aeroflot-Flug 3843
Am 13. Januar 1977 verunglückte eine Tupolew Tu-104 auf dem innersowjetischen Linienflug Aeroflot-Flug 3843 von Chabarowsk über Nowosibirsk nach Alma-Ata (heute: Almaty) beim Anflug, wobei alle 90 Insassen starben. Bis zum Aeroflot-Flug 4225 war es der schwerste Flugunfall auf dem Gebiet des heutigen Kasachstans und ist heute zusammen mit dem Aeroflot-Flug 5463 der zweitschwerste.

## Flugzeug und Besatzung
Das Flugzeug war eine Tupolew Tu-104A (Luftfahrzeugkennzeichen CCCP-42369, Werknummer: 86601203), die ab dem 31. Oktober 1958 bis zum Unfall 27.189 Flugstunden und 12.819 Flugzyklen absolvierte.
Die Besatzung bestand aus Flugkapitän Dmitri Danilowitsch Afanassjew, dem Ersten Offizier Wladimir Iwanowitsch Baburin, dem Flugingenieur Anatoli Michailowitsch Schaforost, dem Navigator Alexander Wassiljewitsch Klimachin samt Überprüfer Anatoli Wiktorowitsch Roschkowski und den Flugbegleitern Leonid Iwanowitsch Korytko, Alla Walentinowna Grjasnowa und Marija Petrowna Faraponowa.

## Verlauf
(Anmerkung: Uhrzeiten außerhalb von Klammern in Ortszeit angegeben)
Die Tu-104 hob um 17:19 Uhr (13:19 Uhr Moskauer Zeit (MSK)) in Nowosibirsk ab und stieg auf eine Reiseflughöhe von 8400 Meter. Um 14:41 Uhr MSK leiteten die Piloten den Sinkflug auf 4800 Meter ein, nahmen Kontakt mit einem Fluglotsen in Alma-Ata auf und erhielten Anweisungen für den weiteren Sinkflug und einen Anflugkurs von 230° (Südwesten). Bei 40 Kilometern Entfernung sank das Flugzeug von 2100 auf 500 Meter. Kurz darauf, um 18:12 Uhr (15:12 Uhr MSK), meldeten sie neben Entfernung (16 Kilometer), Höhe und Kurs ein Abdriften von 400 Metern von der Anfluggrundlinie nach rechts (tatsächlich waren es 1600 Meter). Als der Fluglotse die Piloten aufforderte, auf den Anflugkurs zurückzukehren, erhielt er als Antwort: „понял, доворачиваю“ („Verstanden, ich drehe“). Während die Landeklappen auf 35° ausgefahren wurden, 12,5 Kilometer von der Landebahn, kam es um 18:12:53 Uhr zu einem langsamen Leistungsabfall im linken Triebwerk. Nachdem es ab 18:13:15 Uhr zu Vibrationen gekommen war, fiel den Piloten die abnormale Situation des Triebwerks auf, sie setzten die Landeklappen auf 20° und meldeten um 18:13:45 Uhr, 8 Kilometer vor dem Flughafen: „Заходим на одном двигателе, отказал левый двигатель“ („Kommen mit einem Triebwerk, linkes Triebwerk ausgefallen“). Um 18:13:51 Uhr stellten die Piloten das linke Triebwerk ab, indem sie den Schubhebel auf „стоп“ „Stopp“ setzten und erhöhten den Schub im rechten Triebwerk. Die Tu-104, die zunächst zu weit rechts vom Anflugkurs war, begann nach links abzudriften und flog danach links davon. Um 18:14:32 Uhr funkten die Piloten zwei unverständliche Worte. Dies war der letzte Funkkontakt.
Augenzeugen sahen, wie das linke Triebwerk bereits 15 Kilometer von der Landebahn entfernt gebrannt hatte und sich plötzlich die Flugzeugnase hob; dies passierte zwischen 18:14:18 Uhr und 18:14:21 Uhr und 3,5 Kilometer vor der Landebahn. Beim Steigflug von 195 auf 285 Meter kam es zum Strömungsabriss, woraufhin sich die Nase wieder senkte und die Tu-104 sank. Sie schlug um 18:14:35 Uhr, drei Sekunden nach dem letzten Funkspruch, mit einem Nickwinkel von 28° nach unten und ohne Querneigung mit einer Geschwindigkeit von 150 bis 190 Kilometer pro Stunde auf und explodierte. Das in zwei Teile zerbrochene Wrack wurde 3280 Meter vor der Landeschwelle und 480 Meter links der Landebahnmittellinie auf einem flachen, schneebedeckten Feld gefunden. Der Vorderteil hatte sich zwei Meter tief in den Boden gegraben und brannte aus, das um 18 Meter nach hinten geschleuderte Heckteil brannte hingegen nicht.

## Untersuchungen
Zum Unfallzeitpunkt herrschte Nebel mit einer Sichtweite von 1850 Metern, was den erforderlichen Wetterminima entsprach. Die Ermittler fanden heraus, dass während des Anflugs im linken Triebwerk ein Feuer ausbrach. Eine Treibstoffleitung hatte ein Leck entwickelt, nachdem vermutlich eine Heißluftleitung, die zur Druckkabine führte, gerissen war und heiße Luft darauf geblasen hatte. Die Piloten waren darüber nicht informiert; so zeichnete der Flugdatenschreiber des Typs MSRP-12-96 keinen Feueralarm auf, bevor der Flugdatenschreiber um 18:14:15 Uhr versagte und eine genaue Rekonstruktion der Ereignisse danach unmöglich wurde. Außerdem meldeten die Piloten weder ein Feuer noch betätigten sie die Triebwerkslöschanlage. Das Feuer erhitzte sowohl die Außenhaut, die diesem zwischen 10 und 15 Minuten ausgesetzt war, als auch die dahinter liegenden Wärmeisoliermaterialien sowie die Steuerstangen. Diese erreichten laut dem staatlichen Forschungsinstitut für Zivilluftfahrt (GosNII GA) eine Temperatur von 300 bis 500 °C, was darauf hindeutete, dass sie noch während des Fluges durchbrannten und damit die Steuerung erschwert wurde. Die Isoliermaterialien setzten Kohlenstoffmonoxid frei, das die Passagiere einatmeten, die womöglich in Panik in das Heckteil des Flugzeugs flüchteten und damit dessen Schwerpunkt nach hinten verschoben. Darüber hinaus erlitt die Besatzung eine Kohlenstoffmonoxidvergiftung.